# Bajura (Vega Alta)
Bajura es un barrio ubicado en el municipio de Vega Alta en el estado libre asociado de Puerto Rico. En el Censo de 2010 tenía una población de 3725 habitantes y una densidad poblacional de 465,9 personas por km².

## Geografía
Bajura se encuentra ubicado en las coordenadas 18°24′52″N 66°20′49″O / 18.41444, -66.34694. Según la Oficina del Censo de los Estados Unidos, Bajura tiene una superficie total de 8 km², que corresponden a tierra firme.

## Demografía
Según el censo de 2010, había 3725 personas residiendo en Bajura. La densidad de población era de 465,9 hab./km². De los 3725 habitantes, Bajura estaba compuesto por el 73.07% blancos, el 10.28% eran afroamericanos, el 0.83% eran amerindios, el 0.03% eran asiáticos, el 0.05% eran isleños del Pacífico, el 13.21% eran de otras razas y el 2.52% pertenecían a dos o más razas. Del total de la población el 99.33% eran hispanos o latinos de cualquier raza.